# Witold Rothenburg-Rościszewski
Witold Karol Jan Rothenburg-Rościszewski (ur. 15 lipca 1901 w Korniach, zm. w kwietniu 1943) – polski adwokat, działacz Obozu Narodowo-Radykalnego. Podczas II wojny światowej komendant organizacji Pobudka, aktywny w konspiracji, kierownik Wydziału Wywiadu Wydziału Bezpieczeństwa Departamentu Spraw Wewnętrznych  Delegatury Rządu na Kraj. Zaangażowany w akcję pomocy Żydom, pośmiertnie uhonorowany został odznaczeniem Sprawiedliwy wśród Narodów Świata.

## Działalność przed II wojną światową
Pochodził z ziemiańskiej rodziny o tradycjach walki o niepodległość Polski, jego rodzicami byli Karol Wawrzyniec Rothenburg-Rościszewski, inżynier i właściciel majątku ziemskiego i Cecylia Bronisława z Ostrowskich.
Nauki pobierał w gimnazjum w Wilnie, następnie w Permie, gdzie razem z rodzicami został ewakuowany  przez carskie władze podczas I wojny światowej i w Nowosybirsku. W 1918 po rewolucji październikowej, wstąpił na krótko do oddziałów gen. Kołczaka, służąc w 1 pułku strzelców. Dostał się następnie do 1 pułku ułanów 5 Dywizji Syberyjskiej, gdzie awansował do stopnia kaprala. Uczestniczył w walkach z bolszewikami, a w styczniu 1920 dostał się do niewoli. Do Polski wrócił w marcu 1922 w wyniku repatriacji. 29 stycznia 1932 został mianowany porucznikiem ze starszeństwem z 2 stycznia 1932 i 188. lokatą w korpusie oficerów rezerwowych kawalerii. Posiadał przydział do 11 Pułku Ułanów Legionowych w Ciechanowie.
W latach 1923–1927 studiował prawo na Uniwersytecie Warszawskim, a w 1926 ukończył Szkołę Nauk Politycznych w Warszawie. Należał w tym czasie do Bratniej Pomocy, Młodzieży Wszechpolskiej i Obozu Wielkiej Polski. W 1933 zakończył aplikację i został wpisany na listę adwokatów.
W 1934 był działaczem Obozu Narodowo-Radykalnego. Według Wojciecha Muszyńskiego należał też do Organizacji Polskiej, czyli tajnej i elitarnej struktury kierowniczej ONR.   
Po rozłamie w ONR w kwietniu 1935 należał do kierownictwa ONR-ABC. Wkrótce jednak przeszedł do RNR Falanga. Od 1936 współredagował tygodnik „Falanga”, w którym przedstawiał poglądy antykomunistyczne i antyżydowskie . Podpisał również Zasady Programu Narodowo-Radykalnego (tzw. Zielony program) – czyli deklarację ideową Falangi. W grudniu 1938 kandydował (bez powodzenia) do rady miasta Warszawy z listy Narodowo-Radykalnego Komitetu Odżydzenia Warszawy. Aż do wybuchu wojny pozostawał zwolennikiem Bolesława Piaseckiego.
W związku z działalnością w ONR był aresztowany, po raz pierwszy w 1934. Skazano go wtedy na 1,5 roku więzienia, pobyt został skrócony przez amnestię. Po raz drugi aresztowano go w lutym 1937, po zamachach na żydowskie sklepy organizowanych przez Falangę. Wówczas został uniewinniony .

## Działalność w konspiracji
Jako porucznik rezerwy od sierpnia 1939 Rościszewski był wojskowym komendantem stacji Tarnowskie Góry. Po jej ewakuacji dołączył do szwadronu ułanów i szukał przydziału. Dostał się do niewoli niemieckiej, jednak uciekł  z obozu jenieckiego w Ostrowcu Świętokrzyskim i wrócił do Warszawy. 
W konspiracji używał pseudonimów i nazwisk: Inżynier, Karliński, Ostrowski, Trzebiński, Umiński, Jerzy Karewicz, Aleksander Sachnowski .
Rościszewski był wśród twórców organizacji Pobudka, powstałej 15 października 1939, założonej przez działaczy byłego RNR Falanga. Został jej komendantem i redaktorem wydawanego przez nią pisma Pobudka.  W kwietniu 1940 Pobudka połączyła się z kilkoma innymi organizacjami prawicowymi, tworząc Konfederację Narodu. Rościszewski dążył do scalenia tych wszystkich organizacji pod nazwą Związku Walki Zbrojnej i na tym tle wszedł w konflikt z Piaseckim, który chciał tworzyć własne, oddzielne struktury. W 1941 opuścił Konfederację Narodu i przystąpił do ZWZ. Razem z działaczami Pobudki wszedł w 1942 w skład Społecznej Organizacji Samoobrony, zostając zwierzchnikiem jej Wydziału Informacyjno-Wykonawczego. Jednocześnie w ramach ZWZ był dowódcą 3. kompanii, następnie zastępcą dowódcy 3. Batalionu Pancernego, odtwarzanych w konspiracji .
Od połowy 1942 uczestniczył w działaniach organizacji Wachlarz, gdzie pełnił funkcję dowódcy oddziału wywiadowczego. Współorganizował akcje dywersyjne i wywiadowcze. Uczestniczył m.in. w przygotowaniach akcji rozbicia więzienia w Pińsku (18 stycznia 1943), a bezpośrednio brał udział w próbie spalenia kartotek Arbeitsamtu przy ul. Kredytowej w Warszawie (23 stycznia 1943).
Współpracował z Kierownictwem Walki Cywilnej i Komórką Bezpieczeństwa Delegatury Rządu RP na Kraj. Brał udział również w sekcji likwidacyjnej. Kierował m.in. wykonaniem wyroku na Jerzym Mostowiczu (właśc. Weisbergu), agencie gestapo, który jako prezes Organizacji Zjednoczenia Słowian przeniknął do kierownictwa Społecznej Organizacji Samoobrony, a także na oficerze policji, Romanie Święcickim.

## Pomoc Żydom
Rościszewski uczestniczył w akcjach polskiego podziemia dotyczących pomocy Żydom. Wspierał też materialnie ukrywającego się prawnika Wacława Tajtelbauma-Tarskiego. Współpracował m.in. z Zofią Kossak, Ireną Sendlerową i ks. Marcelim Godlewskim. Według Sendlerowej, Rościszewski pomagał w wyprowadzaniu dzieci z warszawskiego getta: 

Był adwokatem, znał dobrze gmach sądów przy ul. Leszno; znał tamtejszych woźnych, do których można było mieć zaufanie, a niektórzy z nich mieli w swym posiadaniu klucze do zapasowych drzwi, prowadzących na stronę tzw. aryjską. Po takim wyprowadzeniu adw. Rościszewski umieszczał dzieci albo w zakładzie-zakonie w Chotomowie pod Warszawą lub u swoich znajomych, płacąc im za utrzymanie ze swoich funduszów aż do swojego aresztowania

Szymon Datner określał ówczesny stosunek Rościszewskiego do Żydów jako „pozytywny i serdeczny”.
Według Stefana Korbońskiego, z którym współpracował w Kierownictwie Walki Cywilnej, Rościszewski przeszedł przemianę wewnętrzną, która pozwoliła na zmianę jego światopoglądu. Jan Żaryn zauważa, że Pobudka była kontynuacją przedwojennego ruchu radykalno-narodowego.

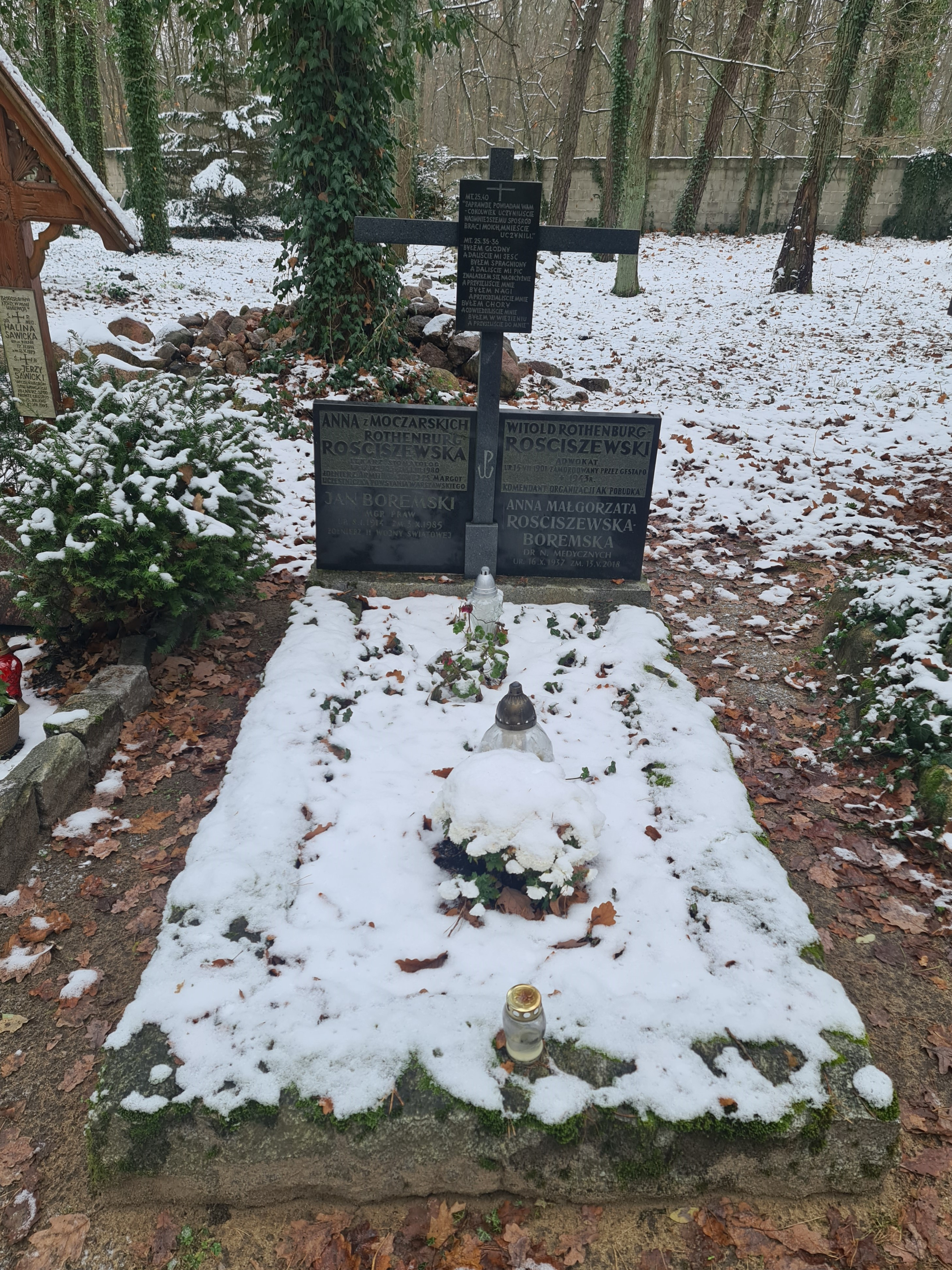
Grób rodziny Rothenburg-Rościszewskich, w tym symboliczny grób Witolda, na cmentarzu leśnym w Laskach

## Aresztowanie i śmierć
Witold Rościszewski został aresztowany przez gestapo 6 kwietnia 1943 w mieszkaniu przy ul. Bukowińskiej w Warszawie. Według Andrzeja Kunerta, przyczyną aresztowania były wymuszone zeznania Władysława Hackiewicza, żołnierza „Wachlarza”, znającego Rościszewskiego z czasów „Falangi”. Według Władysława Grabowskiego i Bogdana Gadomskiego, Rościszewskiego wydał współpracujący z gestapo Józef Mützenmacher . Z kolei Korboński przypuszczał, że chodziło o zemstę osobistą narzeczonej agenta gestapo, Jerzego Mostowicza, na którym Rościszewski wykonał wyrok.
Rościszewski po aresztowaniu otrzymał propozycje współpracy antykomunistycznej i antyżydowskiej, które odrzucił. Przekazał z aresztu dwa grypsy, ostatni 20 kwietnia 1943. Zamordowany został niedługo potem, prawdopodobnie w obozie koncentracyjnym w Sachsenhausen. Miejsce jego pochówku jest nieznane. 
Symboliczny grób Rościszewskiego znajduje się na cmentarzu leśnym w Laskach. W warszawskim kościele św. Marcina znajduje się poświęcona mu tablica pamiątkowa .

## Odznaczenia
W 1938 otrzymał Medal Niepodległości . 
W 1993 otrzymał pośmiertnie odznaczenie Sprawiedliwy wśród Narodów Świata nadawane przez Instytut Jad Waszem jako 5309. osoba na świecie.

## Życie prywatne
Witold Rothenburg-Rościszewski był dwukrotnie żonaty. W 1929 ożenił się z Marią Woyzbun, w 1936 z Anną Moczarską (siostrą Kazimierza Moczarskiego), która wspierała go w działalności konspiracyjnej i również otrzymała medal Sprawiedliwy wśród Narodów Świata. Jego syn, Michał Rościszewski (1930–1944) uczestniczył w Powstaniu Warszawskim jako żołnierz batalionu „Czata”, poległ w walkach na Starym Mieście. Jego córką z drugiego małżeństwa jest Anna Małgorzata Rościszewska-Boremska (ur. 1937), lekarka .